# Dainius Šalenga
Dainius Šalenga (Varėna, 15 aprile 1977) è un ex cestista e allenatore di pallacanestro lituano.

## Carriera
Con la Lituania ha disputato i Campionati europei del 2003 e i Giochi olimpici di Atene 2004.

## Palmarès
- Campionato lituano: 6

Žalgiris Kaunas: 2000-01, 2002-03, 2003-04, 2004-05, 2007-08, 2011-12
- Campionato ucraino: 2

Budivelnyk Kiev: 2012-13, 2013-14
- Liga catalana: 1

Girona: 2006
- Coppa di Lituania: 1

Žalgiris Kaunas: 2008
- Lega Baltica: 4

Žalgiris Kaunas: 2004-05, 2007-08, 2009-10, 2011-12
- FIBA EuroCup: 1

Girona: 2006-07